# 幽陵都督府
幽陵都督府，唐羁縻都督府。
贞观二十一年（647年）以铁勒拔野古部置，属燕然都护府。约在今俄罗斯、蒙古国鄂嫩河以东及蒙古国克鲁伦河南北地区。永淳、垂拱时突厥、铁勒相继叛唐后，内迁于夏州迤北河套内地。属安北都护府。 